# Joshua Rowley
Joshua Rowley, né le 1er mai 1730 dans la propriété familiale de Tendring Hall dans le Suffolk et décédé le 26 février 1790, 1er baronnet Rowley de Tendring (Suffolk), est un officier de marine britannique du XVIIIe siècle.

## Biographie
Fils ainé de l'Admiral William Rowley, Rowley sert avec distinction dans la Royal Navy et prend part à un grand nombre de combats pendant la guerre de Succession d'Autriche, la guerre de Sept Ans et la guerre d'indépendance des États-Unis. Reconnu par ses contemporains, il ne reçoit aucun commandement lui permettant de se distinguer au cours de combats majeurs, et il servit davantage sous les ordres des grands amiraux de son temps qu'il ne les commanda. Ses services ont été éclipsés par ses contemporains tels que les amiraux Keppel, Hawke, Howe et Rodney. Rowley reste cependant l'un des commandants majeurs des « murs de bois » qui si longtemps protégé la Grande-Bretagne
Sa fille, Philadelphia Rowley épouse l'Amiral Charles Cotton.

## Source et bibliographie

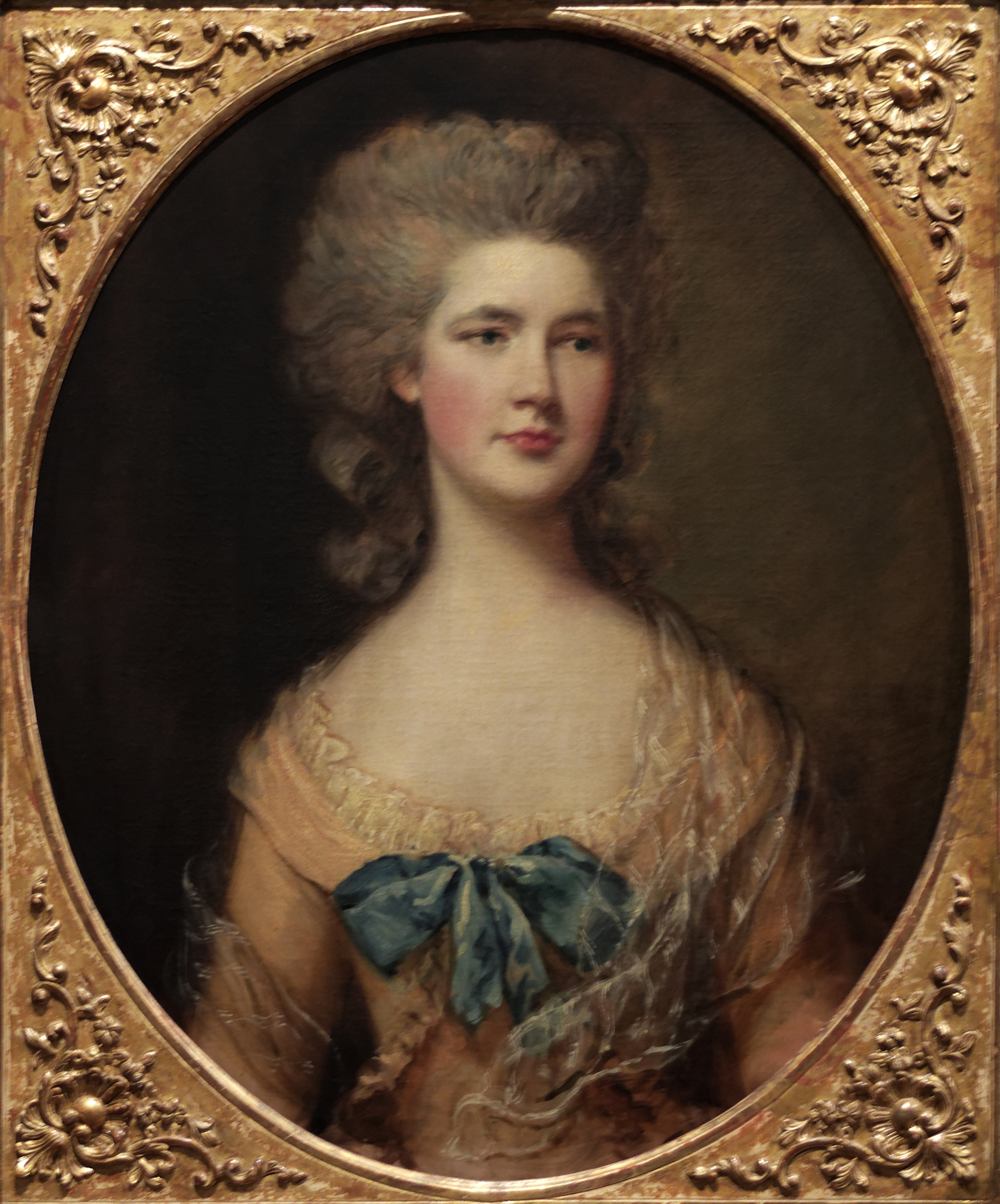
Miss Philadelphia Rowley, Thomas Gainsborough (ca 1783)

- (en) Cet article est partiellement ou en totalité issu de l’article de Wikipédia en anglais intitulé « Sir Joshua Rowley, 1st Baronet » (voir la liste des auteurs).